# 東日本環境防災専門校
東日本環境防災専門校（ひがしにほんかんきょうぼうさいせんもんこう）は、宮城県仙台市太白区にある教育訓練施設である。NPO法人ビルトグリーンジャパンが設立した。地球環境保全に関する専門知識・技術や企業人としての実践能力を習得させ、社会に貢献できる人材を育成する。

## 概要
- 場所 : 宮城県仙台市太白区茂庭字合の沢南 39-1

下記の期間において、基金訓練を実施していた。
- 訓練期間 : 2011年7月19日 - 2012年6月29日
- 受講生 : 非正規雇用などで雇用保険を受けられないもの、求職中に雇用保険が切れた者、公共職業安定所（ハローワーク）に求職申し込みをしている若年者や退職者、などとしている
- 座学に加え、BDF製造やソーラー発電製作などの現場実習を組み合わせている。また、エネルギー管理士、ビル管理士、浄化槽管理士などの資格取得を目標としている。
- 訓練カリキュラム

1. 廃棄物減量、省エネ診断、再生可能エネルギーなどの環境保全や防災の専門知識
2. NPO法人等の事業運営、ヒューマンスキル訓練、パソコン操作訓練などの知識